# Faucon à ventre rayé
Falco zoniventris
Espèce
Statut CITES
Statut de conservation UICN

 LC  : Préoccupation mineure
Le Faucon à ventre rayé (Falco zoniventris) est une espèce de rapaces diurnes appartenant à la famille des Falconidae.

## Description
Cet oiseau mesure environ 35 cm de longueur et ne présente pas de dimorphisme sexuel.
La tête est grise sans moustache avec un bec fort et noir bordé de cires jaunes, tout comme les zones périoculaires dénudées et les pattes. Les iris sont jaune pâle. Les parties supérieures du corps et les ailes sont gris bleu barrées de brun noir. La poitrine est rayée. Le ventre et les sous-caudales sont fortement barrées de brun. La queue gris bleu est barrée par six à huit bandes sombres.
L'immature diffère de l'adulte par la coloration générale brune, les iris plus sombres et les zones périoculaires dénudées moins étendues.

## Répartition
Cet oiseau est le seul faucon endémique à Madagascar. Il est assez commun à l'ouest et au sud, assez rare au nord-ouest, au nord et à l'est, enfin exceptionnel sur les hauts plateaux.

## Alimentation
Cette espèce consomme des proies de petite taille : invertébrés tels des insectes (orthoptères et coléoptères) et vertébrés comme des reptiles appartenant aux genres Phelsuma et Chamaeleo.

## Nidification
Cet oiseau se reproduit de septembre à décembre. La femelle recherche une cavité d'arbre ou un ancien nid, en particulier de Falculie mantelée, pour y pondre trois œufs jaunâtres (dimensions moyennes 42,8 x 33,7 mm).